# Stradivarius
Stradivarius — испанская сеть магазинов женской одежды, принадлежащий группе компаний Inditex. По состоянию на 31 января 2022 года компания Stradivarius представлена 915 магазинами в 62 странах мира.

## История
Бренд Stradivarius был основан в 1994 году в Барселоне, Испания как семейный бизнес с инновационной концепцией в области моды. Однако в 1999 году Stradivarius присоединился к группе Inditex.

## Магазины
Численность магазинов Stradivarius в каждой стране.
| Африка - Марокко: 7 - Египет: 5 - Тунис: 3 - Алжир: 2 - Ангола: 1 - Мозамбик: 1 | Америка - Мексика: 48 - Колумбия: 12 - Гватемала: 3 - Коста Рика: 2 - Доминиканская республика: 2 - Эквадор: 2 - Гондурас: 2 - Панама: 2 - Сальвадор: 1 - Никарагуа: 1 | Азия - Китай: 49 - Саудовская Аравия: 47 - Турция: 35 - Индонезия: 15 - Япония: 9 - Израиль: 16 - Ливан: 7 - Иордания: 6 - Казахстан: 6 - Объединённые Арабские Эмираты: 6 - Филиппины: 4 - Гонконг: 3 - Катар: 3 - Кувейт: 2 - Бахрейн: 1 - Макао: 1 - Оман: 1 - Сингапур: 1 - Южная Корея: 1 - Таиланд: 1 - Вьетнам: 1 - Узбекистан: 1 | Европа - Испания: 283 - Италия: 84 - Польша: 55 - Португалия: 44 - Франция: 27 - Румыния: 23 - Греция: 21 - Украина: 12 - Кипр: 7 - Венгрия: 7 - Болгария: 6 - Хорватия: 6 - Нидерланды: 6 - Великобритания: 6 - Чехия: 5 - Ирландия: 4 - Литва: 4 - Сербия: 4 - Словения: 4 - Словакия: 4 - Босния и Герцеговина: 4 - Албания: 2 - Армения: 2 - Азербайджан: 2 - Грузия: 2 - Андорра: 1 - Белоруссия: 1 - Эстония: 1 - Косово: 1 - Латвия: 1 - Мальта: 1 - Монтенегро: 1 - Северная Македония: 1 - Бельгия: 2 |